# Matka Boska Anielska

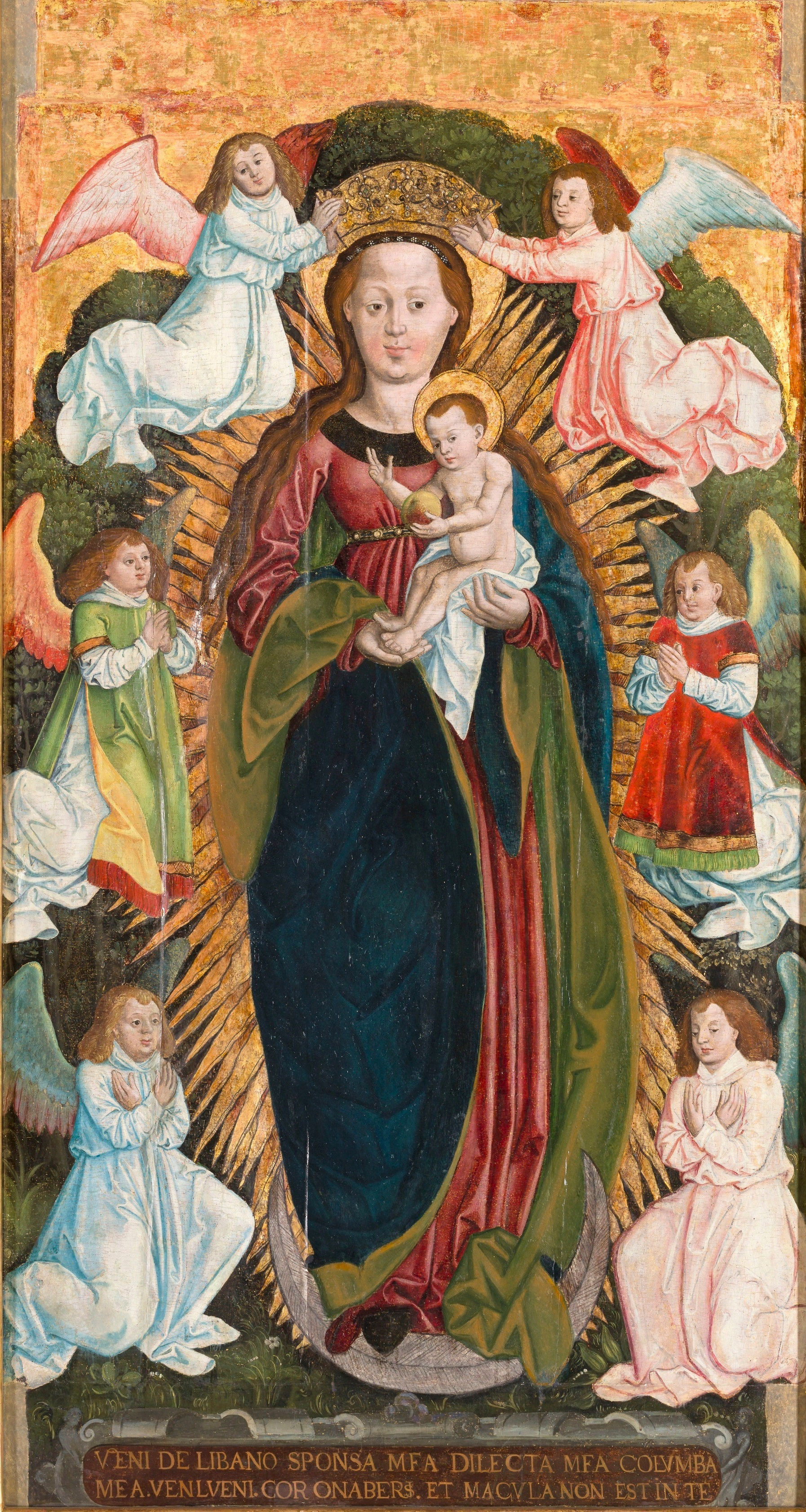
Regina Angelorum, obraz brata Mikołaja

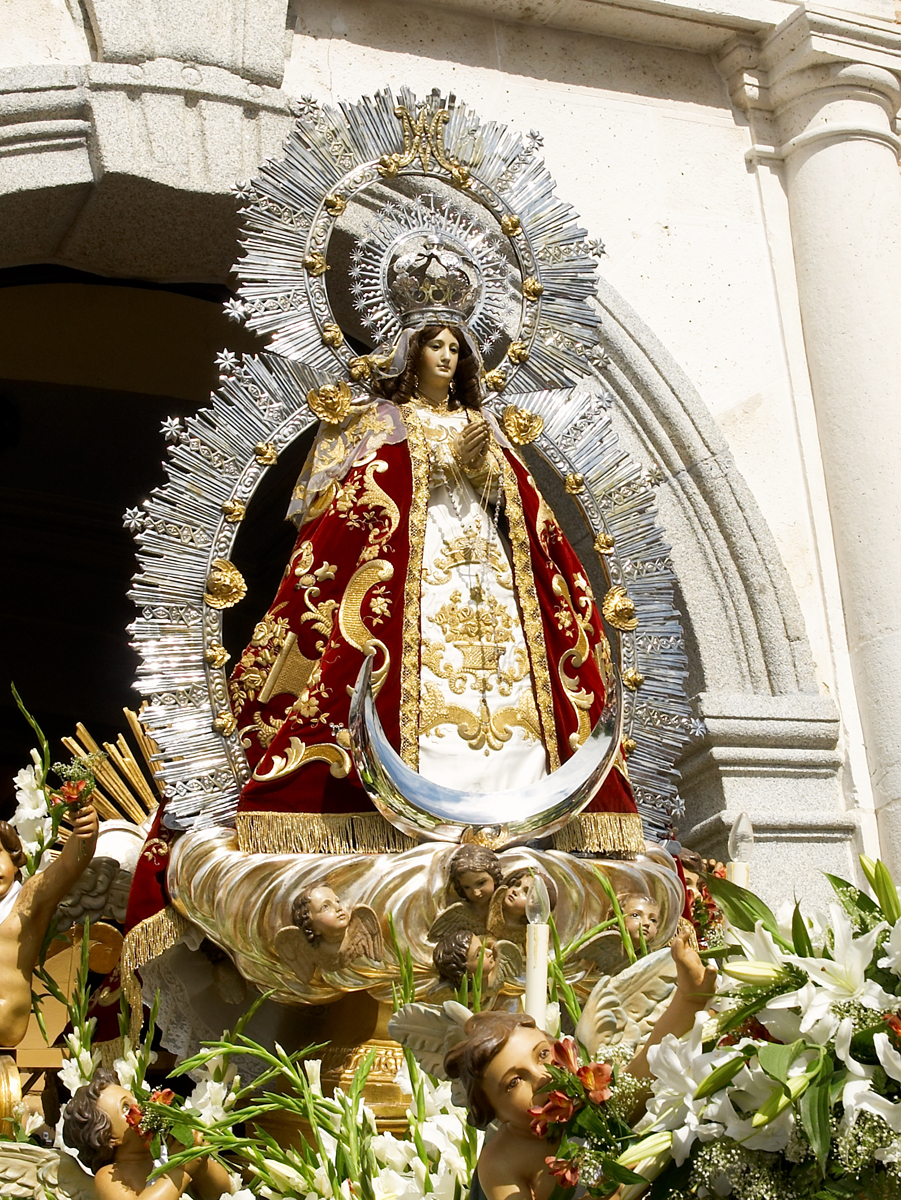
Feretron ze statuą Matki Boskiej Anielskiej w Hiszpanii

Matka Boska Anielska, Królowa Aniołów – tytuł nadawany Matce Bożej związany z jej posłannictwem w wypełnianiu woli Boga przekazywanej przez aniołów. W katolicyzmie przyjmuje się, że Maria została królową wszystkich stworzeń, a więc także aniołów.

## Według Ewangelii
W Nowym Testamencie znajduje się fragment, w którym anioł ukazuje się Matce Bożej - Archanioł Gabriel  zapowiada narodzenie Jezusa – Zwiastowanie Pańskie.

W szóstym miesiącu posłał Bóg anioła Gabriela do miasta w Galilei, zwanego Nazaret, do Dziewicy poślubionej mężowi, imieniem Józef, z rodu Dawida; a Dziewicy było na imię Maryja.
[…] Na to Maryja rzekła do anioła: ”Jakże się to stanie, skoro nie znam męża?” Anioł Jej odpowiedział: ”Duch Święty zstąpi na Ciebie i moc Najwyższego osłoni Cię. Dlatego też Święte, które się narodzi, będzie nazwane Synem Bożym.

Anioł ukazuje się także św. Józefowi i poleca przyjąć brzemienną Marię.

Gdy powziął te myśl, oto anioł Pański ukazał mu się we śnie i rzekł: ”Józefie, synu Dawida, nie bój się wziąć do siebie Maryi, twej Małżonki; albowiem z
Ducha Świętego jest to, co się w Niej poczęło. Porodzi Syna, któremu nadasz imię Jezus, On bowiem zbawi swój lud od jego grzechów”.

Anioł również ostrzega świętą rodzinę aby uchodziła do Egiptu, aby ich chronić przed gniewem króla Heroda.

Gdy oni odjechali, oto anioł Pański ukazał się Józefowi we śnie i rzekł: ”Wstań, weź Dziecię i Jego Matkę i uchodź do Egiptu; pozostań tam, aż ci powiem; bo Herod będzie szukał Dziecięcia, aby Je zgładzić”. On wstał, wziął w nocy Dziecię i Jego Matkę i udał się do Egiptu [...]

Później anioł przekazuje Józefowi wiadomość o śmierci Heroda aby wraz z Marią i Dzieciątkiem mogli powrócić do Judei.

A gdy Herod umarł, oto Józefowi w Egipcie ukazał się anioł Pański we śnie i rzekł: ”Wstań, weź Dziecię i Jego Matkę i idź do ziemi Izraela, bo już umarli ci, którzy czyhali na życie Dziecięcia”.

## Wspomnienie liturgiczne
W kościele katolickim wspomnienie Matki Boskiej Anielskiej jest obchodzone w dniu 2 sierpnia.